# NGC 5281
NGC 5281 é um aglomerado aberto na direção da constelação de Centaurus. O objeto foi descoberto pelo astrônomo Nicolas Lacaille em 1751, usando um telescópio refrator com abertura de 0,5 polegadas. Devido a sua moderada magnitude aparente (+5,9), é visível apenas com telescópios amadores ou com equipamentos superiores. 